# Polypedilum solimoes
Polypedilum solimoes är en tvåvingeart som beskrevs av Bidawid 1996. Polypedilum solimoes ingår i släktet Polypedilum och familjen fjädermyggor. Inga underarter finns listade i Catalogue of Life.